# Vladimir Milić
Vladimir Milić (Žegar, 23. listopada 1955.), hrvatski i srbijanski atletičar, bacač kugle. Osnovnu i srednju školu pohađao je u Zadru, a Fakultet za fizičku kulturu u Beogradu, gdje kasnije djeluje kao profesor. Sportsku karijeru započeo je u AK Zadar, a nastavio u AK Crvena zvezda iz Beograda. Osvojio je državno prvenstvo 1976. u bacanju kugle te 1976. i 1977. godine u bacanju diska. Prvi je bacač kugle u nekadašnjoj Jugoslaviji koji je prebacio kuglu preko 21 metar. Na Balkanskim igrama u Celju 1976. bio je osmi u bacanju diska. Na Mediteranskim igrama u Splitu 1979. osvojio je prvo mjesto u bacanju kugle što je ponovio i na dvoranskom Prvenstvu Europe 1982. godine. Na Prvenstvu Europe 1982. godine osvajač je četvrtog mjesta. 
Natjecao se za Crvenu zvezdu. Sudionik europskih i svjetskih prvenstava i višestruki državni rekorder.
Sudionik OI 1980. u Moskvi, gdje je bio 8.
Trener mu je bio poznati hrvatski atletičar Ivan Ivančić.